# Karlskronavarvet
Karlskronavarvet är ett nybyggnads- och reparationsvarv i Karlskrona med tillverkning och underhåll av örlogsmarina fartyg och ubåtar. Varvsverksamheten har sitt ursprung i den år 1679 grundade Karlskrona örlogsbas. År 1989 blev Karlskronavarvet en del av Kockums AB, som sedan 1998 bedriver all sin nybyggnad vid varvet. Delar av det gamla varvsområdet upptogs på Unescos världsarvslista 1998 som en del i Örlogsstaden Karlskrona.

## Historik

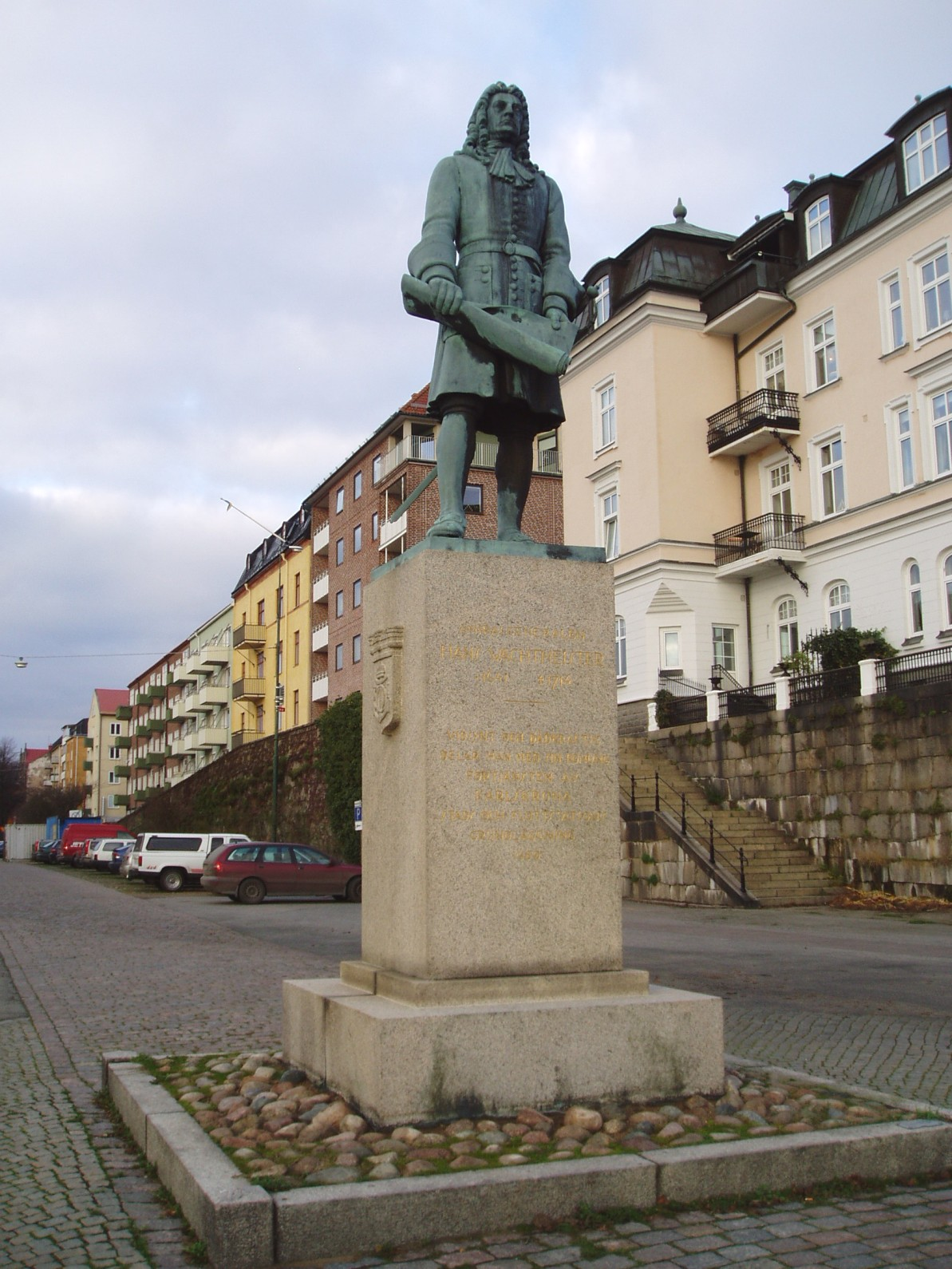
Amiralgeneral Hans Wachtmeister af Johannishus, staty i Karlskrona, utförd 1930 av Conrad Carlman.

Skeppsvarvet i Karlskrona, akvarellerad tuschteckning, cirka 1780, av Lorenz Wilhelm Brandenburg. Sjöhistoriska museet.

Skeppsvarvet i Karlskrona med nya mastkranen, akvarellerad tuschteckning, 1803, av Lorenz Wilhelm Brandenburg. Sjöhistoriska museet.

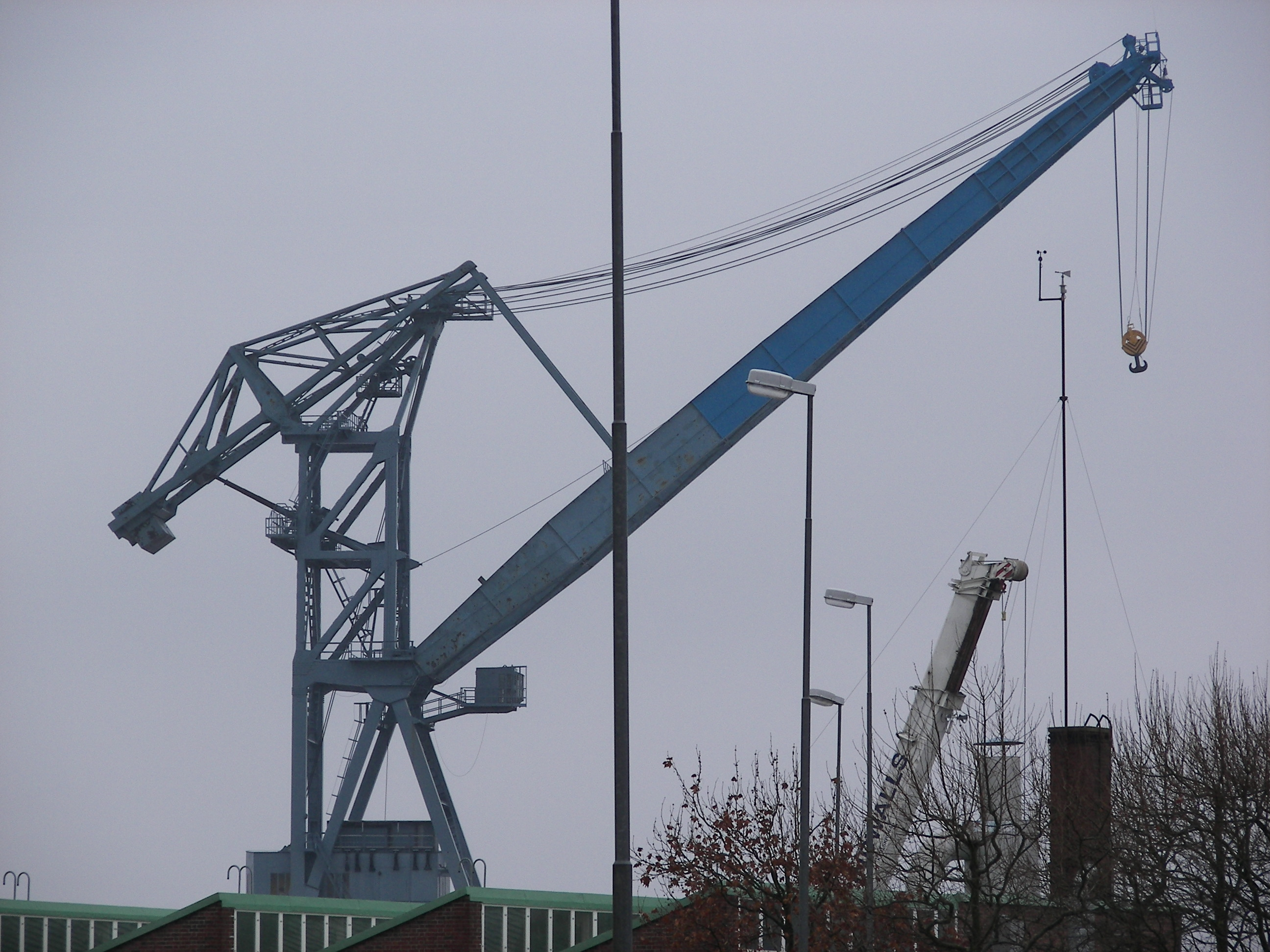
Portalkran 14 var i drift till 1996.

År 1658 slöts freden i Roskilde mellan Sverige och Danmark, innebärande att Skåne, Blekinge och Halland blev svenska landskap. Karl XI ansåg att Sverige behövde en örlogsbas i rikets södra del. Medan den svenska flottan satt infrusen i isen vid Stockholm under skånska kriget 1675–1679 kunde den danska flottan ge sig ut och kontrollera och behärska farvattnen runt länderna. Karl XI beslöt mot denna bakgrund hösten 1679 att hitta en plats för en örlogsbas i Blekinge, och i december bestämdes platsen för Karlskronavarvet och Karlskrona örlogsbas till Trossöområdet i Blekinge skärgård. Staden Karlskrona grundades formellt året därpå.
Skeppsvarvet började  uppföras 1680 på Wämö norr om Trossö under ledning av amiralgeneral Hans Wachtmeister. År 1682 kunde de första nybyggda fartygen sättas i sjön. År 1681 började Amiralitetskyrkan att byggas och 1684 det nya varvet på Trossös sydsida och öarna utanför, främst Lindholmen.
År 1692 löpte där de första fartygen av stapeln. Varvsledningen ordnades så, att en holmamiral, senare varvsamiral, med biträde av ekipagemästaren och överkommissarien, den senare för upphandlingsväsendet skötte örlogsvarvets angelägenheter under amiralgeneralen, den för sjöförsvarets såväl tekniska som militära ledningen ansvarige. Under 1690-talet anlades två stapelbäddar, smedjor, målar-, snickar-, bildhuggar- och segelmakarverkstäder, artilleribodar, en 300 meter lång repslagarbana, vakthus med mera. 
Fram till 1700 hade 24 skepp byggts i Karlskrona. Efter färdigställandet 1724 av den första torrdockan, Polhemsdockan, togs nästa stora steg framåt först 1780, då varvschefsboställe, nya verkstäder och förrådshus, inventariekammare och modellsal började uppföras.
Skeppsbyggeriet upplevde sin glansperiod under varvsamiral Fredrik Henrik af Chapman.
År 1758 hade inom varvsområdet påbörjats byggandet av en torrdocka, som blev den sista av fem planerade dockor. Bygget fortgick till 1850 med uppehåll 1804–1840, under vilka år även skeppsbyggnaden låg nästan helt nere. I samband med färdigställandet av dockan nummer 3 blev den stora mastkranen fullbordad 1805. Den höga stenmuren runt varvsområdet färdigställdes 1830.
Den specialisering på seglande fartyg som fanns vid Karlskronavarvet började utkonkurreras av de moderna verkstadsindustriella varven. På 1890-talet inleddes dock en modernisering, då torpedbåtsslipen, mekaniska verkstäder och den långa utrustningskajen i sten (mobiliseringskajen) färdigställdes.
Vidare uppfördes 1899–1903 Oskar II:s docka, med en längd av 101,23 meter, 20,78 meter bred portöppning och djup till tröskel på 7,5 meter. Den förlängdes 1903–1905 till en längd på 125,1 meter och 1933–1934 till en längd av 140,1 meter. Ett min- och artilleriförråd uppfördes, vid vilken man från 1910 tillverkade torpeder.
Fram till början av 1960-talet tillhörde Karlskronavarvet marinen under namnet Marinverkstäderna. År 1961 skedde en uppdelning av verksamheten, där varvsverksamheten avskildes i det statliga företaget Karlskronavarvet AB, som från början av 1970-talet ingick i Statsföretag AB. Verksamheten var inriktad på underhåll och nybyggnad av militära fartyg.
År 1989 införlivades Karlskronavarvet AB i Kockums AB. År 1999 köptes Kockums av den tyska varvskoncernen Howaldtswerke-Deutsche Werft (HDW), vilken från januari 2005 ingick i ThyssenKrupp-koncernen. Vid varvet konstrueras och byggs örlogsmarina yt- och undervattensfartyg med avancerad så kallad stealthteknik (smygteknik).
Karlskronavarvet överlevde 1970- och 1980-talens varvsnedläggningar i Sverige och Europa, och finns kvar än idag på samma plats mycket tack vare att man tidigt satsade på båtar byggda med glasfiberteknik, något varvets dåvarande överingenjör Anders Kämpe initierade i början av 1960-talet. Han anlitade Per Brohäll som bland annat ritade segelbåten Karlskronaviggen.
Över flera århundraden har varvet byggt nära 500 fartyg. Råmaterialet har över tiden bytts från ekträ, till stål och nu, på 2000-talet, kolfiberarmerad polyesterplast. Inom varvsområdet i Karlskrona finns ett flertal gamla industribyggnader kvar. Varvet blev 1998 därför, tillsammans med örlogsbasen och dess befästningar i Karlskrona och Kronokvarnen vid Lyckebyåns mynning, uppsatt på Unescos världsarvslista.
I mitten av 2014 köpte försvarskoncernen Saab upp Thyssen Krupp Marine Systems, det tidigare Kockums. Köpesumman var 340 miljoner kronor. Företaget heter numera Saab Kockums.

## Världsarvsbyggnader
Femfingerdockorna
Till varvets märkligaste byggnader kan dockorna räknas. Dessa tillkom genom att kung Gustav III den 1 oktober 1775 lade grundstenen, innehållande en låda av bly och en silverplåt med inskriptionen Konung GUSTAF III:dje lade den 1 Oct. 1775 denna sten, såsom en början till skeppsdockor för sin Flotta. Blylådan innehöll guld- och silvermedaljer samt silverplåten. Därefter avlossades 128 kanonskott. En alldeles ny del av varvet uppstod genom de nya dockornas byggnad. De byggdes genom att man fyllde ut Petter Jungs vik mellan Trossö och Björkholmen. Planen var ursprungligen att anlägga 10 rader dockor, tre i varje rad, inom varandra samt alla omgivna av ett befästningsverk. Man tänkte i desamma förvara största delen av flottans fartyg då de inte låg till sjöss, med tanken att de skulle hålla längre än om de ständigt låg i vattnet. Denna plan kom dock inte till utförande, inte heller utfördes den av Fredrik Henrik af Chapman 1797 uppgjorda planen med 10 dockor och två svajningsrum (plats för fartyg att ligga på svaj).
Halva planen har dock blivit verkställd, så idag finns 5 dockor och ett svajningsrum. Arbetet påbörjades 1758 under överdirektör Thunbergs och löjtnant Fellers ledning. De båda första dockorna fullbordades 1792. De var övertäckta med hangarer vilande på höga stenpelare. Många hinder och många uppehåll uppstod efter hand vid dockanläggningen, dels orsakade av arbetets svårighet, dels på grund av ändringar i detaljplanen, dels av brist på kapital. Den tredje dockan påbörjades 1797 och den fjärde 1801, men sedan den tredje färdigställts, 1802, tog det ända till 1843 då den fjärde och femte började byggas färdig. Den sistnämnda stod helt klar först 1 december 1846. Arbetet med dockbyggnaden var klart 1850. Ett par av dockorna har efterhand genomgått förändringar till såväl djup som längd. Deras nuvarande dimensioner är följande:
| Docka | Längd (m) | Bredd (m) | Djup (m) |
| 1     | 65,4      | 15,3      | 5,9      |
| 2     | 86,1      | 15,4      | 5,9      |
| 3     | 66,8      | 15,4      | 5,9      |
| 4     | 67,7      | 15,4      | 5,9      |
| 5     | 67,7      | 15,4      | 5,9      |

Varvsmuren
När femfingerdockorna byggdes utvidgades varvet åt väster. Först byggdes ett plank för att skilja Västra Varvsområdet från den civila staden. Detta ersattes sedan med en 1200 meter lång mur av sten, varvsmuren.
Gamla mastkranen
Mastkranen byggdes 1803 i tegel med ett tak belagt med kopparplåt, byggnaden består av sex våningar och är 42 meter hög. Vid de tyngsta lyften krävdes 96 man för att driva gångspelen. Maskinerna är än idag helt intakta.
Portalkran 14
Portalkran 14, eller "franska kranen" är en rörlig portalkran, som löper på ett spår med en bredd av 10,5 meter och 360 meters längd. Kranen togs i bruk 1960 och var i drift fram till 1996. Den har en maxhöjd av 78 meter med en vikt av 670 ton.

## Kända skeppsbyggmästare och konstruktörer verksamma vid varvet
- Fredrik Henrik af Chapman
- Charles Sheldon
- Gilbert Sheldon (skeppsbyggare)
- Göthe Wilhelm Svenson
- Per Brohäll

## Chefer för Karlskrona örlogsvarv
- 1778–1781: Carl Tersmeden
- 1782–1791: Fredrik Henrik af Chapman
- 1798–1799: Adolf Fredrik Rosensvärd
- 1809–1809: Olof Rudolf Cederström
- 1815–1818: Per Gustaf Lagerstråle
- 1819–1837: Otto Gustaf Nordensköld
- 1837–1849: Christopher Didric Osterman
- 1855–1857: Axel Fredrik Palander
- 1867–1868: Christian Anders Sundin
- 1872–1875: Alexis Pettersén
- 1875–1878: Christian Anders Sundin
- 1878–1881: Fredrik Wilhelm von Otter
- 1889–1891: Johan Adolf Christian Meister
- 1897–1899: Louis Palander
- 1901–1904: Carl Adam Hjulhammar
- 1904–1906: Hugo David Malcolm Hamilton
- 1907–1913: Gustaf Lagercrantz
- 1913–1919: Bernhard Juel
- 1919–1923: Albert Fallenius
- 1923–1925: John Schneidler
- 1925–1931: Karl Wester
- 1931–1936: Gunnar Bjurner
- 1936–1943: Nils Wijkmark
- 1943–1948: Gösta Börje Odqvist
- 1948–1950: Gunnar Jedeur-Palmgren
- 1950–1954: Alex Simonsson
- 1954–1959: Evert Lindh
- 1960–1961: Stig Bergelin

## Verkställande direktörer för Karlskronavarvet
- 1961–1969: Bo Eng
- 1967–1969: Stig Bergelin
- 1969–1975: Johan Söderman
- 1975–1980: Lars-lnge Holster
- 1980–1990: Hans Frisk
- 1990–2002: Hans Hedman